# إيريك (روبوت)

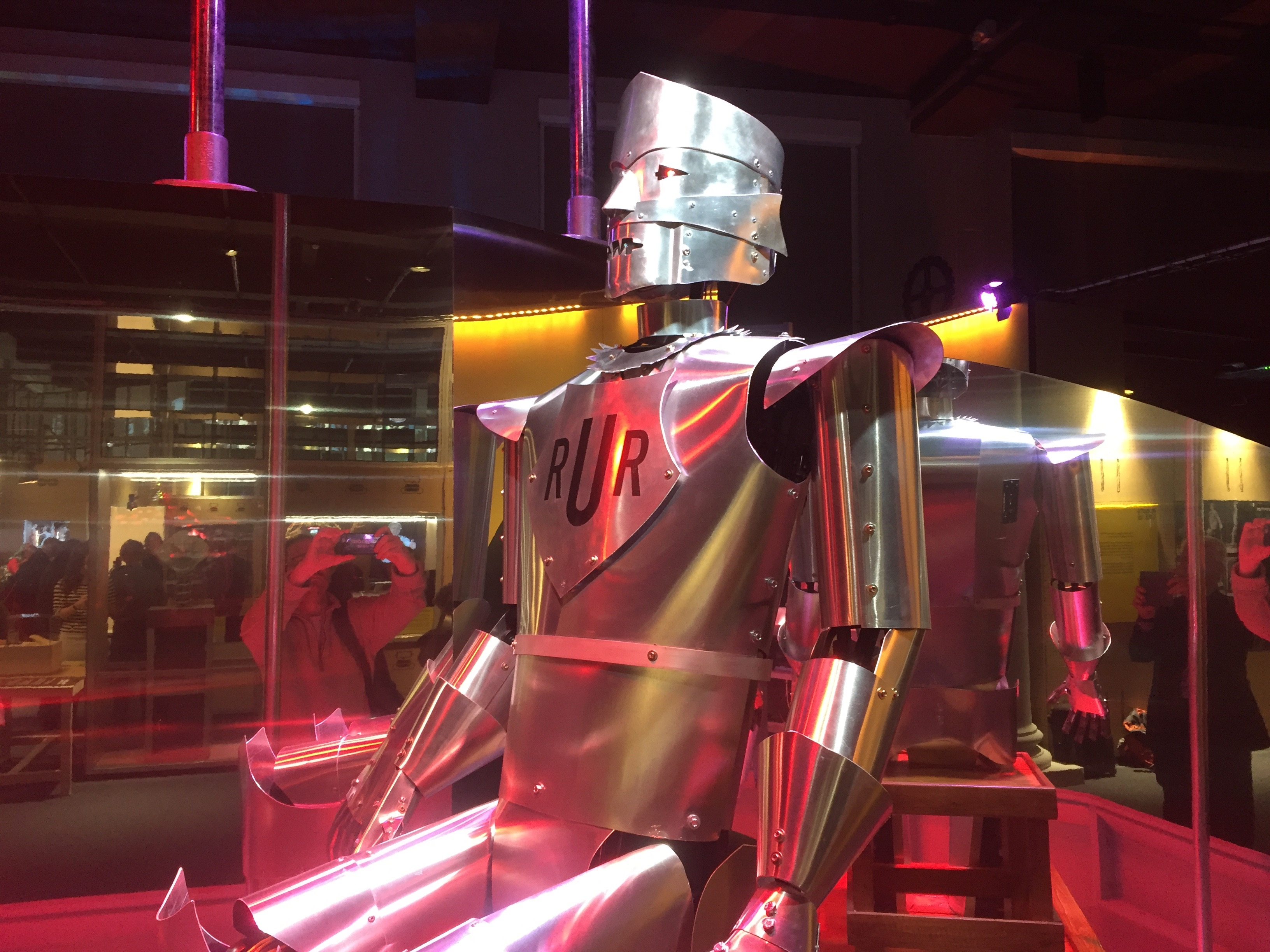
إعادة بناء الروبوت إيريك سنة 2017

إيريك ، (بالإنجليزية Eric) هو أول روبوت بريطاني يحاكي شكل الإنسان، صممه  في عام 1928 الكابتن وليام ريتشاردز ومهندس الطائرات آلان ريفيل خلال الحرب العالمية الأولى. وتم عرضه في مجتمع المهندسين للنماذج في مدينة لندن، حيث ألقى خطابا وهو يقوم بتحريك يديه وذراعيه ورأسه.
سافر  إيريك قبل أن يختفي، حول العالم وإلى الولايات المتحدة سنة 1929 حيث قدم نفسه إلى جمهوره في نيويورك باسم إيريك الروبوت ، الرجل الذي لا روح له ، ووصفته صحيفة نيويورك برس بالرجل الكامل.
بعد اختفاء إيريك لأسباب غير معروفة، تم الإعلان سنة 2016 عن حملة تبرعات أطلقها متحف العلوم (لندن) على موقع كيك ستارتر لإعادة بناءه استنادا إلى المواد الأرشيفية بما في ذلك الصور التي نشرت عنه عبر صحيفة أخبار لندن المصورة.
ونجحت الحملة في إعادة إيريك إلى الظهور من جديد في معرض الروبوتات سنة 2017 .